# Jean-Baptiste Ondaye
Jean-Baptiste Ondaye, né le 15 janvier 1958 à Makoua (République du Congo), est un économiste, homme politique et haut fonctionnaire congolais. Il est secrétaire général de la présidence de la République de 2009 à 2022 et ministre de l’Économie et des Finances du 24 septembre 2022 au 10 janvier 2025.

## Jeunesse et formation
Originaire de Boundji, dans le département de la Cuvette en république du Congo, Jean-Baptiste Ondaye est né le 15 janvier 1958 à Makoua[réf. souhaitée]. 
Il est titulaire d’un diplôme d’études économiques supérieures, option « planification de l’économie nationale », obtenu en 1983 à l’École supérieure d’économie de Berlin en Allemagne.

## Parcours professionnel

### Fonction publique
Jean-Baptiste Ondaye entre dans la fonction publique congolaise en 1984 comme administrateur des Services administratifs et financiers. Affecté au ministère du Plan, il y mène une longue carrière jusqu’en 2008. Il y occupe plusieurs postes clés : chef de service des investissements et agréments et secrétaire de la Commission nationale des investissements (1985-1991), directeur de la Réglementation économique (1991-1997), puis directeur général de l’Économie (1997-1999). De 1999 à 2008, il est directeur général du Plan et du Développement, tout en assurant diverses responsabilités régionales et internationales, notamment auprès de l’Union douanière et économique de l’Afrique centrale (UDEAC), de la Communauté économique et monétaire de l'Afrique centrale (CEMAC), du Fonds monétaire international (FMI), de la Banque mondiale (BM) et du Système des Nations unies,. 

### Secrétaire général de la présidence de la République
Jean-Baptiste Ondaye rejoint l'entourage immédiat du chef de l'État Denis Sassou-Nguesso en 2009, en étant nommé secrétaire général de la présidence de la République, avec rang de ministre. En 2016, le président lui renouvelle sa confiance en le reconduisant à ce poste, tout en la responsabilité de présider le Comité de suivi et d’évaluation des politiques et programmes publics ainsi que le Comité national ad hoc de lutte contre la malnutrition,.

### Ministre de l'Économie et des Finances
Le 24 septembre 2022, Jean-Baptiste Ondaye entre au gouvernement dirigé par le Premier ministre Anatole Collinet Makosso, en tant que ministre de l’Économie et des Finances, succédant à Rigobert Roger Andely. Il prend ses fonctions le 27 septembre 2022.
Le 10 janvier 2025, il est remplacé par Christian Yoka ,,.

## Vie privée
Jean-Baptiste Ondaye est marié et père de cinq enfants.

## Distinctions
Il est grand officier dans l’ordre du Mérite congolais, commandeur dans l’ordre du mérite sportif et Ambassadeur de la malnutrition du mouvement Scaling up nutrition (SUN)[réf. souhaitée].